# やくざの歌
『やくざの歌』（やくざのうた、Song of the Yakuza）は、1963年の日本映画。主演：千葉真一、監督：若林幹、製作：東映。モノクロ・シネマスコープ、75分。

## 概要
若いながらもやくざの幹部として重きをなしていた一徹な男が、流し演歌師の兄やその妹と交流していくうちに、親分の陋劣さや裏社会の理不尽に気づき、悪逆非道なやくざたちと対決する物語。決闘や清純な恋のストーリーに歌謡曲がマッチするよう流れていく。やくざの世界から抜け出ようとする熱血漢の主人公に千葉真一、脇役には主人公に助けられるヒロインに本間千代子、その兄で演歌師に北島三郎、客分として神戸からやってきた組長の息子に曽根晴美、BARあさぎりのホステスに宮園純子、ヒロインが働く珈琲店のオーナーに十朱久雄、主人公と演歌師を慕う易者に谷幹一、やくざの組長に佐々木孝丸と北竜二、一匹狼のやくざに村田英雄らが配された。
キャッチコピーは「撃ってみろ！突いてみろ！男やくざだ、仇に散るような命は持たぬ!!」。

## ストーリー
早瀬組の新田俊次は若いにもかかわらず腕が立ち、幹部として一目を置かれていた。ある日、組に客人として、神戸の双葉組の息子・真がやってきた。俊次は傲慢な態度をする真が気に食わない。兄貴分の山中に諭され、やるせない思いをしながら渋谷の縄張りを見回りへ出かけた。そこでチンビラに有り金を奪われた女子学生の紀子と出会う。金を取り返したことが縁で、二人は親しくなっていく。ある夜、俊次は真に絡まれていた流しの演歌師の三郎を助けたことから、三郎と紀子が兄妹と知る。このことが縁で俊次・紀子・三郎は一層親しくなるが、やがて彼らは裏社会の争いに否応なしに巻き込まれていく。

## キャスト
※クレジットタイトル順。
- 千葉真一 - 新田俊次

- 本間千代子 - 北見紀子
- 北島三郎 - 北見三郎
- 曽根晴美 - 双葉真
- 宮園純子 - トシ子
- 十朱久雄 - 田中
- 谷幹一 - 玉井
- 佐々木孝丸 - 早瀬組組長
- 北竜二 - 双葉組組長
- 関山耕司 - 吉本（早瀬組幹部）
- 檜有子 - 三郎のおば
- 山本緑 - 飲み屋のおかみさん
- 光岡早苗 - 朱実
- 安藤三男 - 山中（早瀬組幹部）
- 佐藤晟也 - シゲ
- 牧野内とみ子 - 昌子
- 北川恵一 - チンピラA
- 小林稔侍 - 紀子から金を奪ったチンピラ
- 秋山敏 -
- 山之内修 - ヒデ
- 北山達也 -
- 植田貞光 - クラブの支配人
- 志摩栄 - 早瀬組の子分
- 滝謙太郎 - パチンコ屋のマスター
- 尾崎人形座 -
- ジャンピング・ハット -
- 真木亜紗子 - BARあさぎりのマダム
- 弘川恵造 -
- 竹永昭義 -
- 伊達弘 -
- 小林紀彦 - ボーイ
- 船村徹 -
- 村田英雄 - 村尾

## スタッフ
※クレジットタイトル順。
- 監督 - 若林幹
- 企画 - 猪又永一
- 脚本 - 池田雄一
- 撮影 - 高梨昇
- 録音 - 鳥巣隆
- 照明 - 銀屋謙蔵
- 美術 - 北川弘
- 音楽 - 船村徹
- 編集 - 長沢嘉樹
- 助監督 - 龍伸之介
- 擬斗 - 堤柳二郎
- 進行主任 - 白浜汎城
- 現像 - 東映化学工業
- スチール - 藤井善男

## 主題歌・挿入歌
主題歌
- 「演歌師」「あの頃の唄」
- コロンビアレコード
- 作詞 - 星野哲郎
- 作曲 - 船村徹
- 唄 - 北島三郎

挿入歌
- 「ブンガチャ節」
- コロンビアレコード
- 作詞 - 星野哲郎
- 作曲 - 船村徹
- 唄 - 北島三郎